# Josette Arène
Josette Andrée Arène (Saint-Gilles, 13 agosto 1924 – Nantua, 13 agosto 2019) è stata una nuotatrice francese.
Ha partecipato ai Giochi di Londra 1948, e di Helsinki 1952, gareggiando nei 100m sl e nella Staffetta 4x100m sl. Nell'edizione del 1952, ha anche gareggiato nei 400m sl.
Era la mamma della tuffatrice olimpica Isabelle Arène.